# Norie Urabe
Norie Urabe –en japonés, 浦部紀衣, Urabe Norie– (2 de diciembre de 1986) es una deportista japonesa que compitió en natación. Ganó tres medallas de bronce en el Campeonato Pan-Pacífico de Natación, en los años 2002 y 2006.

## Palmarés internacional
| Campeonato Pan-Pacífico | Campeonato Pan-Pacífico | Campeonato Pan-Pacífico | Campeonato Pan-Pacífico |
| Año                     | Lugar                   | Medalla                 | Prueba                  |
| ----------------------- | ----------------------- | ----------------------- | ----------------------- |
| 2002                    | Yokohama (Japón)        | Medalla de bronce       | 4 × 100 m libre         |
| 2002                    | Yokohama (Japón)        | Medalla de bronce       | 4 × 200 m libre         |
| 2006                    | Victoria (Canadá)       | Medalla de bronce       | 4 × 200 m libre         |